# Zoë Dominic
Zoë Dominic (4. července 1920 – 11. ledna 2011) byla britská taneční a divadelní fotografka.

## Životopis
Její práce divadelní fotografky začala v Royal Court Theatre kolem roku 1957. Stala se známá fotografováním poválečného britského divadelního obrození, včetně herců Laurence Oliviera, Joan Plowrighta nebo Maggie Smithové a umělců Marie Callas, Margot Fonteynové nebo Rudolfa Nurejeva.
John Selwyn Gilbert o ní napsal: „ Nevím o žádném jiném fotografovi, který by se přiblížil skutečnému duchu tanečníků a tance než Zoë Dominic. Byla pozoruhodnou fotografkou a inspirovala velkou důvěru v umělce, které portrétovala. Kdyby zachytila tanečníka v nelichotivé póze nebo udělala chybu, ovislé zápěstí, línou, napůl špičatou nohu, obrázek by nevytiskla.
V roce 2006 získala titul OBE a v roce 1986 medaili Královské fotografické společnosti.

## Publikace
- John Selwyn Gilbert and Zoë Dominic, Frederick Ashton: A Choreographer and His Ballets, Harrap (1971). ISBN 0-245-50351-X.
- Janet Baker and Zoë Dominic, Full Circle, an autobiographical Journal (1982). ISBN 978-0-531-09876-9